# Ernst Bär

Ernst Bär, 1977 (Foto: Helmut Klapper, Vorarlberger Landesbibliothek)

Ernst Bär (* 6. März 1919 in Meran; † 7. Juni 1985 in Hannover-Herrenhausen) war österreichischer Journalist und erster Leiter der Bregenzer Festspiele.

## Leben

### Herkunft und Familie
Ernst Bär wurde 1919 in Südtirol als Sohn des Augenarztes und späteren Vizebürgermeisters von Meran Josef Alois Karl Bär (1874–1952) und der Magdalena (Magda) Maria (* 9. Oktober 1884 in Franzensfeste, Südtirol; † 1971), der jüngsten Tochter von Franz Landtmann, geboren. Sein Bruder war der spätere Chemiker, Mediziner und Hochschullehrer Friedrich Bär (1908–1992). Ernst Bär entstammte der Familie Beer, die sich später u. a. in Andelsbuch niedergelassen hatten. Nach dem Tod des Vaters übersiedelte die Mutter von Meran nach Bregenz, wo in der Region ein Großteil der Familie Bär lebte.
Er war mit Maria Pichlmeier (* 1918) verheiratet.

### Laufbahn
Nach Besuch des humanistischen Gymnasiums in Wien studierte Ernst Bär Zeitungs- und Theaterwissenschaften. Er beendete sein Studium an der Technischen Hochschule Berlin mit dem Ingenieurtitel.
Anschließend war er von 1937 bis 1939 Journalist der Vorarlberger Nachrichten und fungierte dann während des Zweiten Weltkriegs bis 1945 als Dolmetscher. Seit der Gründung der Bregenzer Festspiele 1946 war er für die dazugehörige Festwoche verantwortlich und bis 1952 Redakteur der Vorarlberger Nachrichten. Zusätzlich war er ab 1949 Leiter der Presseabteilung der Bregenzer Festspiele.
1954 wurde Ernst Bär erster Leiter der Bregenzer Festspiele. Für die Bregenzer Festspiele veröffentlichte er zahlreiche, vielbeachtete Bücher. Als Leiter setzte er auf klassische Wiener Operette, um die Gäste aus der Tristess der Nachkriegsjahre zu holen. Er etablierte die Operette auf der Seebühne als Herzstück der Bregenzer Festspiele.
1982 endete seine Leitungstätigkeit durch einen kritischen Rechnungshofbericht mit dem Vorwurf der Misswirtschaft. Zukünftig wurde neben der künstlerischen auch eine kaufmännische Leitung (erste Leitung durch Franz Salzmann) installiert. Sein Nachfolger wurde Alfred Wopmann. Im Anschluss wurde er bis zu seinem Tod 1985 noch Leiter der Schlossfestspiele in Hannover-Herrenhausen.

## Leistungen
In seiner Zeit als Festspielleiter wurde erst das Kornmarkttheater (1955) und dann das Festspielhaus errichtet (1979/1980). Die Besucherzahlen wurden von 51.000 auf 96.000 fast verdoppelt. Im Kornmarktheater ließ er seltene Opren aufführen.
Bei der Grundsteinlegung für das Festspielhauses 1976, welches er durch persönliches und hartnäckiges Engagement finanziert bekommen hatte, waren u. a. der Bundespräsident Rudolf Kirchschläger, Bundesminister Fred Sinowatz, Landeshauptmann Herbert Kessler, Landesrat Siegfried Gasser, Bregenzer Bürgermeister Fritz Mayer und der Präsident der Bregenzer Festspiele Albert Fuchs zugegen. Ernst Bär war Zeitlebens Netzwerker und suchte den dauerhaften Kontakt zu den politischen Entscheidern, wie zum Bundespräsident Rudolf Kirchschläger, aber auch zu Lokalpolitikern, wie dem Stadtrat in Wien Helmut Zilk oder dem Landrat Karl-Werner Rüsch. Diese Entscheider waren jahrelang Gäste der Festspieleröffnungen oder -empfängen.
Ebenso führte er Auftritte von Gastchöre, wie von 1962 bis 1982 das Wiener Staatsopernchor und der Moskauer Kammerchor, ein. Neben dem Engagement von internationalen Stars, wie Oskar Czerwenka und Klaus Maria Brandauer, und der Adaption des Musicals für die Seebühne, förderte er das Sprechtheater. Dieses Engagement führte aber über die Zeit zu einem Stillstand der Weiterentwicklung, sodass die Kritik an Ernst Bär immer lauter wurde und er 1982 seinen Vertrag einvernehmlich auflöste.
Er ermöglichte gegen Widerstände die Uraufführung von König Saul von Max Zweig. Für seine Inszenierungen wurde er mehrfach mit dem Österreichischen Theaterdirektorenpreis ausgezeichnet.

## Mitgliedschaften (Auswahl)
- Internationales Theaterinstitut
- Deutsche Dramaturgische Gesellschaft
- Gesellschaft der Musikfreunde Bregenz
- Ehrenmitgliedschaft der Joseph-Haydn-Gesellschaft Wien[1]

## Auszeichnungen (Auswahl)
- 1961: Anton-Bruckner-Ring[1][12]
- 1965: Professor an der Universität Wien[13]
- 1966: Österreichischen Theaterdirektorenpreis für die Uraufführung des Balletts Die Irrfahrten des Odysseus von Helmut Eder[14]
- 1974: Ehren- und Förderungsgabe des Landes Vorarlberg für Kunst und Wissenschaft[15]
- 1975: Großes Ehrenkreuz der Republik Österreich[1]
- 1977: Silbernen Ehrenzeichen des Landes Vorarlberg,[1][16] gemeinsam u. a. mit Erich Kräutler und Hans Sperger[17]
- Franz-Schmidt-Medaille des Singvereins der Gesellschaft der Musikfreunde Wien
- Auswahlgremium der Wiener Symphoniker[18]

## Werke (Auswahl)
- Das barocke Welttheater auf dem Bodensee: Bregenzer Festspielbuch. Maskenverlag. (ab 1964 in mehreren Auflagen)
- 25 Jahre Bregenzer Festspiele. Festspielgemeinde Bregenz, 1970, OCLC 954957483.
- Spiel auf dem See. Die Bregenzer Festspiele von der Gründung bis zur Gegenwart. Österreichischer Bundesverlag, Wien 1984, ISBN 3-215-05705-0.